# Jagdish Singh Kapoor
Jagdish Singh Kapoor (ur. 12 września 1947 w Patiali) – ugandyjski hokeista na trawie pochodzenia hinduskiego, uczestnik Letnich Igrzysk Olimpijskich 1972.
Urodził się w Indiach, jednak później przeniósł się do Ugandy. Uczęszczał do lokalnej szkoły w Mbale, a potem na Old Kampala Secondary School. Następnie wyjechał do Anglii, gdzie studiował w miejscowości Worcester. Zamieszkał w Anglii na stałe. 
Na początku kariery występował w ugandyjskim klubie Simba Union Kampala. Później, grał jednak w klubach angielskich – najpierw w Bournville Hockey Club z Birminghamu, a później w Indian Gymkhana z Londynu.
Na igrzyskach w Monachium, Singh Kapoor reprezentował swój kraj w ośmiu spotkaniach; były to mecze przeciwko ekipom: Meksyku (4-1 dla Ugandy), Malezji, Francji, Pakistanu (we wszystkich trzech, Uganda przegrała 1-3), Argentyny (0-0), RFN (1-1), Belgii (0-2) i Hiszpanii (2-2); ponadto w meczu przeciwko reprezentacji Meksyku strzelił jednego gola; ponadto został dwukrotnie ukarany zieloną kartką. Na tych samych igrzyskach wystąpił jego brat Upkar Singh Kapoor.